# ひとみ…
『ひとみ…』は、1980年2月21日に発売された石川ひとみの3枚目のアルバムである。発売元はNAVレコード。

## 内容
前年（1979年）に発売されたシングル曲「ハート通信」と「ミス・ファイン」のほか、洋楽カバーなども含む全10曲を収録。当時まだ無名であった小室みつ子が多くの作詞を手掛けている。
LPレコードではB面に相当する「ひとみの朝」から「おやすみ前に」までの後半5曲では石川の科白が曲間に織り込まれており、デートに臨む少女 ″ひとみ″ の一日を描いたストーリー構成となっている。
多くの編曲を担当した ″GAME″ とは、深町栄を中心とする演奏家のグループ。
本作は初版の発売から長きに亘り未CD化の状況が続いていたが、2004年1月発売の『78-83 ぼくらのベスト2 石川ひとみ CD-BOX』で初めてデジタル音源化された。2008年には、シングル表題曲8曲を追加収録した『ひとみ… +Single Collection』として単品CDが発売されている。

## 収録曲

### LP／CT

#### Side A
1. ミス・ファイン
作詞：康珍化、作曲：伊藤薫、編曲：井上鑑
2. ハート通信
作詞：松本隆、作曲：吉田拓郎、編曲：馬飼野康二
3. さり気なくおし気なく (I Love Making Love To You)
作詞・作曲：James K. C. Ross、訳詞：小室みつ子、編曲：GAME
4. サンシャイン・モーニング
作詞：谷川夕里、作曲：西島三重子、編曲：大村雅朗
5. 今でも愛を (Still Falling In Love)
作詞・作曲：James K. C. Ross、訳詞：小室みつ子、編曲：GAME

#### Side B
1. ひとみの朝
作詞：小室みつ子、作曲：深町栄、編曲：GAME
2. マーシー・シチュー
作詞：小室みつ子、作曲：深町栄、編曲：GAME
3. ショップ アラウンド
作詞：小室みつ子、作曲： 深町栄、編曲：GAME
4. 恋のディスコ (Ciao Svedesina)
作詞・作曲：Cutugno, Pallavicini、訳詞：康珍化、編曲：GAME
5. おやすみ前に
作詞・作曲：小室みつ子、編曲：GAME

### 78-83 ぼくらのベスト2 石川ひとみ CD-BOX DISC3
1. ミス・ファイン
2. ハート通信
3. さり気なくおし気なく
4. サンシャイン・モーニング
5. 今でも愛を
6. ひとみの朝
7. マーシー・シチュー
8. ショップ アラウンド
9. 恋のディスコ
10. おやすみ前に

#### 『ひとみ… +Single Collection』 ボーナス・トラック
1. 右向け右
2. くるみ割り人形
3. あざやかな微笑
4. ひとりぼっちのサーカス
5. オリーブの栞
6. 秋が燃える
7. 夢番地一丁目
8. まちぶせ